# АняМаня
«АняМаня» — это творческий дуэт Анны Григорьевой и Марии Колеговой (Григорьевой), основанный в 2008 году и основным направлением которого являются авторские куклы. Имеют членство в NIADA (National Institute of American Doll Artists). Лауреаты конкурса «ФОРМАТ» 2012 года. Лауреаты «Пандора Платинум» 2016 года.
Куклы находятся в частных коллекциях: России, Германии, Великобритании, Франции, Израиля, Украины, Чехии. 

## Биография
В 1982 году родились в городе Казань.
В 1999 году окончили среднюю школу-лицей № 3.
В 1997 году окончили художественную школу № 1.
В 2004 году завершили обучение в Казанском театральном училище.
В 2007 г. начали активно заниматься изготовлением авторской куклы.
В 2008 году был сформирован творческий дуэт «АняМаня».
С 2008 года принимали активное участие во всех тематических и международных выставках кукольной Галереи «Вахтановъ»(города Москва)

## Стиль
Жанр гротеск, смешанная техника, разные материалы (пластик, текстиль, папье-маше) и ручной труд.

## Участие в выставках
В 2009, 2010, 2011, 2012, 2013, 2015, 2017 годах Специализированная выставка (Art-галерея город Казань)
В 2010, 2011, 2012, 2013, 2014, 2017, 2018, 2019, 2021 годах Московская Международная выставка «Искусство куклы» (ЦВК «Манеж» город Москва).
В 2010, 2011, 2012, 2013 годах (участвовали два раза в год в декабре и в мае) Международная выставка «Время кукол» (город Санкт-Петербург).
В 2011 году Пятый Юбилейный Московский Международный фестиваль «Традиции и Современность»(ЦВК «Манеж» город Москва).
В 2011, 2012, 2013, 2014, 2015, 2016, 2017, 2018 годах Международный салон кукол (ТВК «Тешинка» город Москва).
В 2011, 2012, 2013, 2014, 2015 годах Международная выставка «Moscow Fair» (ТВК «Тешинка» город Москва).
В 2012 году лауреаты конкурса DOLLART.RU — «ФОРМАТ» (город Москва).
В 2012, 2013, 2014, 2015, 2016 годах «Московская международная выставка-ярмарка кукол и медведей Тедди» (город Москва)
В 2013 году благотворительная выставка «Искусство творить добро» (город Казань)
В 2013, 2014, 2017, 2018, 2021 годах «Весенний бал кукол» (город Москва Ветошный переулок).
В 2016, 2018 годах «Пандора Платинум» (город Санкт-Петербург)
В 2017 году выставка «Art-Россия» (город Нижний Новгород Нижегородская Ярмарка)
В 2018, 2019 годах «Международный фестиваль авторской куклы» (город Прейли)

## Персональные выставки
В 2009 году персональная выставка «Три сестры» («Ак Барс Галереи» город Казань)
В 2021 году персональная выставка «Прерванное соло» («Музей-галерея Дом Art» город Казань)